# Astragalus pseudochlorostachys
Astragalus pseudochlorostachys är en ärtväxtart som beskrevs av Syed Irtifaq Ali. Astragalus pseudochlorostachys ingår i släktet vedlar, och familjen ärtväxter. Inga underarter finns listade i Catalogue of Life.